# The Planxty Collection
The Planxty Collection è un album raccolta del gruppo musicale folk celtico irlandese dei Planxty, pubblicato dalla Polydor Records nel 1975.

## Tracce
Lato A
1. The Jolly Beggar / Reel – 4:23 (Brano tradizionale, arrangiamento Planxty) – Tratto dall'album Planxty
2. Merrily Kissed the Quaker – 2:41 (Brano tradizionale, arrangiamento Planxty) – Tratto dall'album Planxty
3. The Lakes of Pontchartrain – 5:47 (Brano tradizionale, arrangiamento Planxty) – Tratto dall'album Cold Blow and the Rainy Night
4. The Blacksmith – 4:09 (Brano tradizionale, arrangiamento Planxty) – Tratto dall'album Planxty
5. The Hare in the Corn / The Frost Is All over / The Gander in the Pratie Hole – 4:22 (Brano tradizionale, arrangiamento Planxty) – Tratto dall'album Cold Blow and the Rainy Night
6. Cliffs of Dooneen – 3:51 (Brano tradizionale, arrangiamento Planxty) – Brano inedito

Lato B
1. Cúnla – 3:57 (Brano tradizionale, arrangiamento Planxty) – Tratto dall'album The Well Below the Valley
2. Pat Reilly – 3:18 (Brano tradizionale, arrangiamento Planxty) – Tratto dall'album The Well Below the Valley
3. Bean Phaidín – 3:45 (Brano tradizionale, arrangiamento Planxty) – Tratto dall'album The Well Below the Valley
4. Raggle Taggle Gypsy / Tabhair Dom Do Lámh – 4:27 (Brano tradizionale, arrangiamento Planxty) – Tratto dall'album Planxty
5. Denis Murphy's Polka / The £42 Cheque / John Ryan's Polka – 3:07 (Brano tradizionale, arrangiamento Planxty) – Tratto dall'album Cold Blow and the Rainy Night
6. As I Roved Out – 5:20 (Brano tradizionale, arrangiamento Planxty) – Tratto dall'album The Well Below the Valley

## Musicisti
- Christy Moore - voce, chitarra, armonica, harmonium, bodhrán
- Donal Lunny - voce, bouzouki, chitarra, organo portative, bodhràn
- Liam O'Flynn - cornamuse (uileann pipes, tin whistle)
- Andy Irvine - voce, mandolino, mandola, dulcimer hurdy-gurdy, armonica
- Johnny Moynihan - bouzouki, fiddle, tin whistle, voce (brani : A3, A5 & B5)